# Harpagifer crozetensis
Harpagifer crozetensis är en fiskart som beskrevs av Prirodina 2004. Harpagifer crozetensis ingår i släktet Harpagifer och familjen Harpagiferidae. Inga underarter finns listade i Catalogue of Life.